# Фабрика-кухня Авиазавода № 1 Осоавиахима
Фабрика-кухня Авиазавода № 1 Осоавиахима — здание в районе Беговой Северного административного округа города Москвы, расположенное по адресу 1-й Боткинский проезд, д. 7. Здание является памятником архитектуры регионального значения.

## Архитектура
Здание фабрики-кухни построено по проекту архитектора А. И. Мешкова в 1927—1933 годах для организации питания работников авиационного завода и близлежащих домов.
Это кирпичное четырёхэтажное здание, имеющее Т-образную форму с длинным фасадом, выстроенным по красной линии 1-го Боткинского проезда и дворовым объёмом с подвалом. Изначально здание было оштукатурено в серый цвет, однако при реконструкции здания, проведенной в 1960-х годах, здание было облицовано керамическим кирпичом.
Согласно плану, большие залы по обеим сторонам двухмаршевых лестниц были устроены как обеденные залы, центральный зал представлял собой вестибюль. На первом этаже в дворовом объеме планировалось размещение комнаты отдыха и уборных комнат, администрации, бельевая комната, телефонная контора, хозяйственные помещения. На втором этаже вдоль фасада располагались торговые помещения. На плоской кровле размещалось открытое кафе.
Из проектных материалов 1934 года следует, что перед зданием планировать организовать сквер, в который выходила бы терраса, однако это реализовано не было.
В 1970-х годах была проведена реконструкция здания, несколько изменившая расстекловку фасада и форму эркеров.

## Культура «Нового быта»
Феномен фабрик-кухонь – один из главных символов эпохи коллективизации и социализма, нового быта. Строить такие кухни приглашали самых известных и прогрессивных архитекторов того времени. 
Важнейшее нововведение фабрик — механизация всех процессов. Вершиной технологии и эргономики были кухонные машины: хлеборезки, овощерезки, картофелечистки, струйные мойщики овощей, посудомойки, автоклавы. В основу производства пищи был положен конвейерный метод.
Другой не менее важной задачей системы общепита было высвобождение женщины из «оков» домашнего хозяйства и вовлечение её в производство. Женщина признавалась общественно полезным работником и равноправным участником социальной жизни. Столовые, ясли, детские сады, прачечные — всё это возникло, чтобы высвободить максимум времени и рабочих рук.
В 1920-е годы модель фабрики-кухни представлялась идеальной. Но уже к началу 1930-х годов, когда революционный пыл угас, эффективность и удобство фабрик-кухонь стали представляться не столь очевидными. Во-первых, они требовали создания сети «распределителей» — специально оборудованных мест, куда с фабрик в термосах привозилась готовая еда. Во-вторых, длительное нахождение в термосе, тряска в дороге, погрузки и разгрузки не лучшим образом сказывались на качестве и вкусе самой пищи.
Постановление ЦК ВКП(б) от 19 августа 1931 года «О мерах улучшения общественного питания» завершило эпоху, провозгласив переход к фабрикам-заготовочным с сетью столовых на предприятиях.

## Современное состояние
В настоящее время здание по прямому назначению не используется, в помещениях организована торговля, имеются оборудованные для проведения публичных мероприятий пространства.
На втором этаже здания располагается общественный центр и креативное пространство «Благосфера». Здесь проводятся открытые события на социальные темы, работает студия записи подкастов, коворкинг и экосервисы: пункты буккроссинга, сбора батареек, макулатуры, «Добрые крышечки», пункт сбора ненужной одежды и charity shop.
Проводятся экскурсии по зданию, постоянная выставка об истории Фабрики-кухни и бесплатная экспозиция предметов современного искусства.  

## Дикие утки на крыше
Одна из необычных достопримечательностей Фабрики-кухни в 1-м Боткинском проезде – огари или дикие утки, которые много лет гнездятся на чердаке здания.

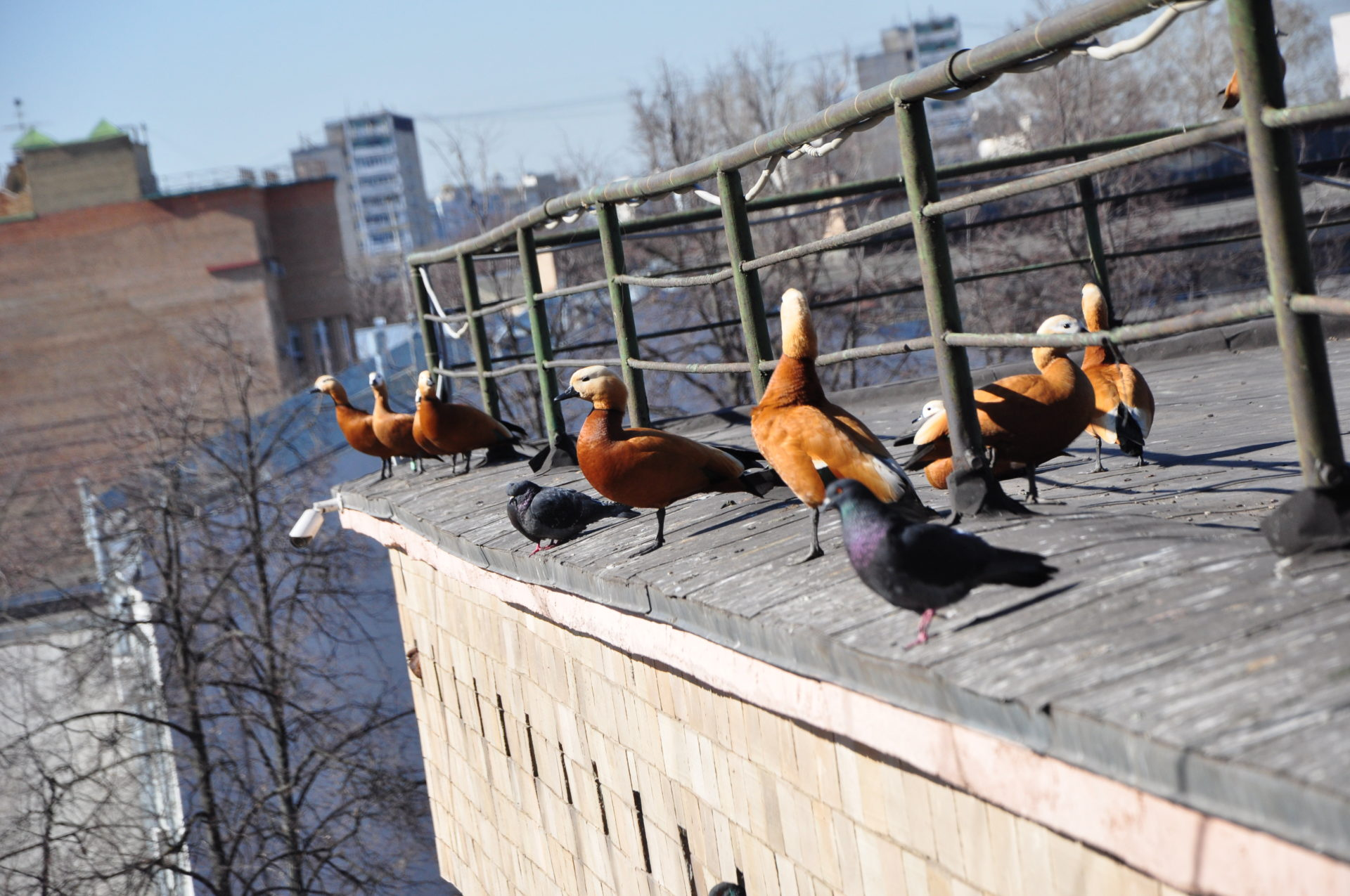
Огари на крыше Фабрики-кухни в 1-м Боткинском проезде

Считается, что первая популяция сбежала из Московского зоопарка в 1956 году, когда птицам не подрезали крылья, как это делали обычно. С тех пор одна из популяций каждый год прилетает ранней весной и гнездится на здании, чтобы высидеть птенцов.
К концу мая птенцы вылупляются и успевают окрепнуть, взрослые птицы выталкивают их из гнезд. Утки селились на пожарном пруду на закрытой территории завода. В последние годы пруд спущен, и орнитологи из «утиного патруля» собирают пернатых и отвозят на пруд парка Ходынское поле.